# Лангенвайсбах
Лангенвайсбах (нем. Langenweißbach) — община в Германии, в земле Саксония. Подчиняется административному округу Кемниц. Входит в состав района Цвиккау.  Население составляет 2697 человек (на 31 декабря 2010 года). Занимает площадь 22,49 км².
Коммуна подразделяется на 3 сельских округа.

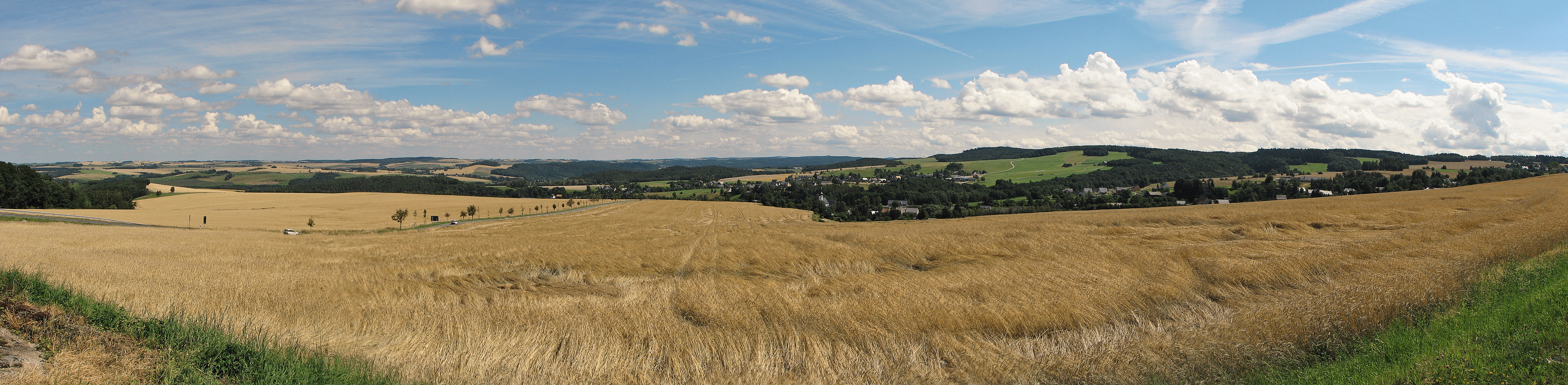
Лангенвайсбах - панорама.

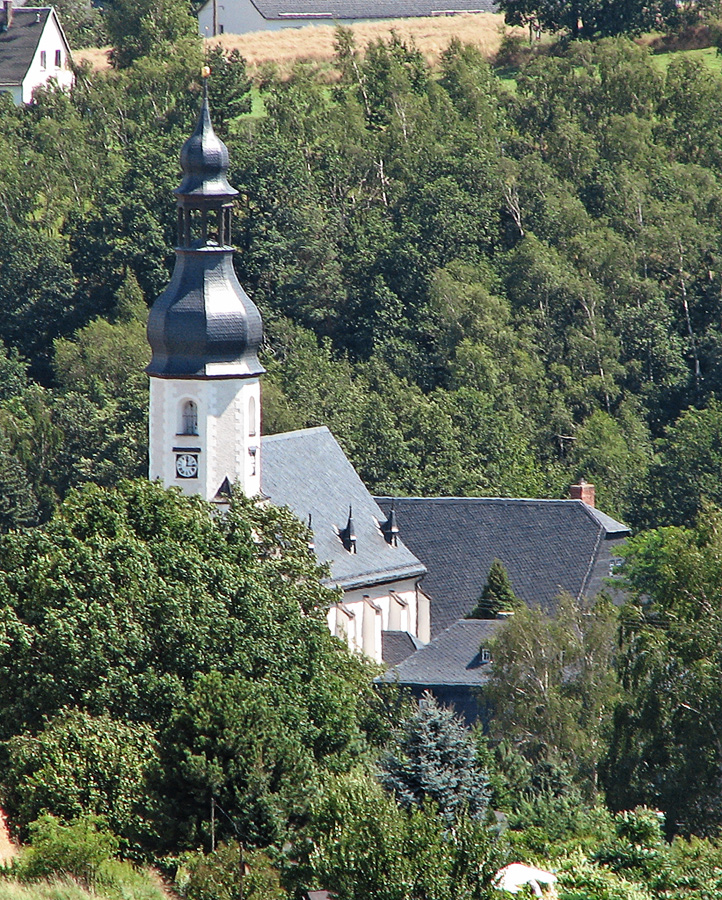
Лангенвайсбах